# Hyles galiata
Hyles galiata är en fjärilsart som beskrevs av Bandermann. 1934. Hyles galiata ingår i släktet Hyles och familjen svärmare. Inga underarter finns listade i Catalogue of Life.